# Рудомино, Маргарита Ивановна
Маргари́та Ива́новна Рудомино́ (20 июня [3 июля] 1900 год, Белосток — 9 апреля 1990 года, Москва) — советский библиотекарь и библиотековед, основатель и директор (1922—1973) Библиотеки иностранной литературы (с 1991 года носит её имя). Заслуженный работник культуры РСФСР (1968).

## Биография
Родилась в семье Ивана Михайловича Рудомино, который был агрономом, заведующим казённым винным складом, предпринимателем, работал в банке, где занимался ликвидацией обанкротившихся помещичьих хозяйств, во время Первой мировой войны занимался заготовкой сена для армии. Мать Маргариты Ивановны, Элеонора Яковлевна Кноте, работала преподавателем немецкого языка в гимназии. Маргарита с детства хорошо знала немецкий и французский языки, несколько раз вместе с матерью ездила в Германию и Францию.
С 1901 года семья Рудомино жила в Саратове, где в 1918 году Маргарита окончила гимназию. В пятнадцать лет после смерти родителей она осталась круглой сиротой, жила с тетей. Тетя Екатерина Кестер создала высшие курсы иностранных языков и поручила Маргарите заниматься бухгалтерией и небольшой библиотекой при них. Маргарита иногда сама преподавала французский язык, в это же время начала учить английский. Она также преподавала в школе рукоделие, а потом и математику, работала в школьной библиотеке Саратовского Александро-Мариинского реального училища.

Гимназия № 1 (Саратов), ул. Мичурина 88

В 1921 году переехала в Москву. В 1921—1926 годах училась на романо-германском отделении факультета общественных наук МГУ, защитив диплом по теме «Бернард Шоу как социалист».
В июле 1921 года была назначена заведующей вновь организованной библиотекой при Неофилологическом институте, основанном её тёткой Е. Я. Кестер. В августе 1921 года институт был ликвидирован, а библиотека по инициативе Рудомино и с разрешения Наркомпроса реорганизована в самостоятельное учреждение, Неофилологическую библиотеку (с 1924 года — Государственная библиотека иностранной литературы). В 1928—1929 годах Рудомино училась на Курсах усовершенствования библиотечного дела факультета академических библиотек при МГУ, в конце 1928 года была направлена в двухмесячную командировку в Париж и Берлин.
Рудомино также стояла у истоков советской системы обучения иностранным языкам: на базе созданных в 1926 году при её библиотеке Высших курсов иностранных языков в 1930 году был организован Московский институт новых языков.
Значительно пополнила библиотечный фонд после окончания Великой Отечественной войны, в течение полугода в 1945 года занимаясь в Германии отбором литературы в счёт репараций (к этой поездке ей было присвоено воинское звание подполковника). На протяжении многих лет боролась за предоставление библиотеке здания, позволяющего полноценно работать, которое и было построено в 1967 году.
С 1964 года член Международной федерации библиотечных ассоциаций (ИФЛА), в 1967—1973 годах первый вице-президент ИФЛА, с 1973 года — пожизненный почётный вице-президент ИФЛА. Председатель общества «СССР—Дания».
В 1973 году её сменила на посту директора Людмила Алексеевна Гвишиани.
Автор свыше 100 работ в области библиотечного дела. Работала над книгой воспоминаний.
Похоронена на Донском кладбище.

## Семья
- Отец — Иван Михайлович Рудомино (1860—1916), агроном.
- Мать — Элеонора Яковлевна Рудомино (урождённая Кноте, 1877—1915), преподаватель немецкого языка.
- Тётка — Екатерина Яковлевна Кестер (урождённая Екатерина Эмма Яковлевна Кноте, 1883—1957), профессор Сорбонны, жена Гюстава Гийома[фр.].
- Муж — Василий Николаевич Москаленко (умер в 1981), преподаватель, редактор, дядя Сергея Королёва.
- Сын — Адриан Васильевич Рудомино (1924—2017).
- Внук — Василий Адрианович Рудомино (род. 1969), юрист.
- Дочь — Марианна Васильевна Рудомино (род. 1936), химик.
- Внук — Алексей Андреевич Макарочкин (род. 1965), японист.

## Награды и звания
- орден Трудового Красного Знамени (06.10.1970)
- орден «Знак Почёта» (04.05.1962)
- Заслуженный работник культуры РСФСР (09.04.1968)[5]

## Память
- Всероссийская государственная библиотека иностранной литературы имени М. И. Рудомино (Москва), на первом этаже которой в 2021 году установлен памятник её основательнице[6]
- Центр книги Рудомино (издательство, Москва)
- В Московском государственном лингвистическом университете в 2021 году на первом этаже нового корпуса установлен бюст в память о библиотекаре
- В ГАОУ СО «Гимназия 1 Октябрьского района г. Саратов» в 2022 году на втором этаже был установлен бюст Маргариты Рудомино.